# Kreis Belfort
| Belfort             | Belfort                 |
| ------------------- | ----------------------- |
| Belfort             |                         |
| Basisdaten          |                         |
| Staat:              | Schweiz                 |
| Kanton:             | Graubünden (GR)         |
| Bezirk:             | Albula                  |
| Hauptort:           | Lantsch/Lenz            |
| Fläche:             | 33,16 km²               |
| Einwohner:          | 781 (31. Dezember 2009) |
| Bevölkerungsdichte: | 24 Einw. pro km²        |
| Aufgehoben am:      | 31. Dezember 2015       |
| Karte               |                         |
| Karte von Belfort   |                         |

Der nach der Burg Belfort benannte Kreis Belfort des Schweizer Kantons Graubünden bildete bis zum 31. Dezember 2015 einen Teil des Bezirks Albula und umfasste die politischen Gemeinden Lantsch/Lenz und Schmitten. Der Kreis stand in unmittelbarer Nachfolge der Gerichtsgemeinde Belfort, eines Mitglieds des Zehngerichtenbundes. Durch die Bündner Gebietsreform wurden die Kreise aufgehoben.

## Gemeinden
| Wappen       | Name der Gemeinde | Einwohner (31. Dezember 2018) | Fläche in km² | BFS-Nr |
| ------------ | ----------------- | ----------------------------- | ------------- | ------ |
| Lantsch/Lenz | Lantsch/Lenz      | 535                           | 21,81         | 3513   |
| Schmitten    | Schmitten         | 234                           | 11,35         | 3514   |

## Geschichte
Die um 1200 entstandene Burg Belfort der Freiherren von Vaz bildete den Mittelpunkt einer kleinen Herrschaft, die 1338 durch Erbschaft an die Toggenburger Grafen überging. Der Tod des letzten Toggenburgers Friedrich veranlasste die Untertanen, darunter auch daz Landt und Gericht zuo Bellfort, sich im 1436 geschlossenen Zehngerichtenbund gegenseitige Hilfe zu versichern. Nach Beilegung der Erbstreitigkeiten fiel Belfort an Heinrich von Sax und Wilhelm von Montfort, die den Davoser Walsern im Freiheitsbrief vom 5. Februar 1438 eine Mitsprache bei der Wahl des Belforter Vogts garantierten. 1466 verkaufte Graf Hugo von Werdenberg die Gerichte Davos, Klosters, Belfort, Strassberg, Ausser- und Innerschanfigg an Herzog Siegmund von Österreich. Die Spannungen zwischen den Untertanen und der habsburgischen Obrigkeit nahmen immer weiter zu und entluden sich schliesslich im Schwabenkrieg, als die Bündner 1499 die Burg Belfort eroberten und verbrannten. Auch das folgende Jahrhundert sah eine Reihe von Auseinandersetzungen, insbesondere zur Zeit der Reformation. Im Gegensatz zu Davos blieb das Gericht Belfort mehrheitlich beim katholischen Glauben. 1613 erfolgte die Aufteilung in die beiden Halbgerichte
- Innerbelfort: Alvaneu, Schmitten und Wiesen,
- Ausserbelfort: Brienz/Brinzauls, Lantsch/Lenz und Surava.

1652 lösten die Belforter die habsburgischen Rechte durch Geldzahlung ab und erlangten somit die volle Autonomie innerhalb des Zehngerichtenbundes. In der Folge nahm die Region – mit Ausnahme von Lantsch abseits der grossen Transitrouten gelegen – eine ruhige Entwicklung. Als 1851 mit der neuen Kantonsverfassung die heutigen Kreise und Gemeinden geschaffen wurden, wechselte Wiesen, das sich als einzige der sechs Nachbarschaften der Reformation angeschlossen hatte, zum Kreis Bergün.
Per 1. Januar 2015 fusionierten die Gemeinden Alvaneu, Brienz/Brinzauls und Surava zusammen mit den Gemeinden Alvaschein, Mon, Stierva und Tiefencastel zur neuen Gemeinde Albula/Alvra. Die neue Gemeinde gehört zum Kreis Alvaschein. Somit verbleiben nur noch die beiden geographisch getrennten Gemeinden Lantsch/Lenz und Schmitten zum Kreis Belfort.